# 최충식
최충식(崔忠植, 1931년 9월 19일 ~ 2012년 6월 24일)은 대한민국의 전직 육상 선수로 1952년 하계 올림픽과 1956년 하계 올림픽에 출전했다.
그는 1954년 아시안 게임 10000m 경기에서 금메달을 땄다.

## 참조
1. ↑  “한국육상경기 100년사 발간”. 2013년 8월 7일에 확인함.[깨진 링크(과거 내용 찾기)]
2. ↑  “올림픽”. sports-reference. 2009년 2월 6일에 원본 문서에서 보존된 문서. 2012년 5월 17일에 확인함.